# 愛猶瑪卡名單
《愛猶瑪卡名單》（Procession of the Dead），愛爾蘭作家向達倫的系列作品《城市三部曲》的第一集。中文版於2010年6月出版。

## 情節概述
為了向舅舅學習如何成為幫派分子，並接續他的事業，卡帕克·雷米搭乘火車來到了由紅衣主教主宰的「城市」。在一次交易中，舅舅和除了卡帕克之外的三個手下都在紅衣主教的計畫下被槍殺了，卡帕克則被帶到紅衣主教面前。紅衣主教做事不需要任何理由，他觀察巧合與偶然，憑藉一時興起做決定，這次也是，因為夢到了卡帕克在槍林彈雨中毫髮無傷，紅衣主教決定讓卡帕克成為保險業務員，在自己手下學習。
之後卡帕克發現奇怪的事情接二連三的發生，先是神祕殺手波卡·瓦米說他是一位「愛猶瑪卡」；然後好朋友兼司機的亞德里恩憑空消失，而其他所有人都不記得他曾經存在；之後卡帕克又發現完全想不起來到「城市」前的記憶。後來從心愛的女人，同樣也缺乏來到城市前的記憶的艾瑪·司徒瓦那裡，卡帕克得知黨中央藏有一份「愛猶瑪卡名單」，自己與瓦米、艾瑪、亞德里恩等人的名字都在上面，但亞德里恩與其他消失的人的名字都已經被劃掉。
雖然紅衣主教曾說有意培養自己成為接班人，卡帕克還是對陸續發生的種種怪事耿耿於懷，他決定要親眼看看「愛猶瑪卡名單」，即使這可能會觸怒紅衣主教。但當卡帕克找到名單時，卻發現有條新的墨水痕劃過自己的名字；又驚又怒的卡帕克立刻衝去找紅衣主教攤牌，拋開原本的敬畏，卡帕克狠狠地與紅衣主教打了一架。即使卡帕克是中意的接班人，紅衣主教也已經忍無可忍，他下令教軍亂槍射死卡帕克。但卡帕克利用紅衣主教對妻子的感情，不斷說服紅衣主教，最後爭取到三十分鐘的逃跑時間。
卡帕克瞭解三十分鐘無法真正逃離死亡，他咀嚼紅衣主教最後所說的「把逃亡變成追尋吧。」決定將尋找過去列為第一目標。卡帕克翻出當初來到城市的火車票，並回到出發地的車站──索納斯。在那裡，一個女人認出卡帕克的臉，說他是自己的丈夫，名叫馬丁，但先前應該已因意外去世。卡帕克一度以為自己就是馬丁，但打開馬丁的棺材後，卻發現裡面確實躺著馬丁的屍體，此刻的卡帕克不再猶豫，真正成為一個冷酷邪惡的人，他殺死女人，回到「城市」。
這次紅衣主教告訴卡帕克所有的真相，他創造了卡帕克與「愛猶瑪卡名單」上的所有人，並賦予卡帕克永恆的生命，以成為自己的接班人；劃掉卡帕克的名字只是想測試他是否真有成為接班人的能力。紅衣主教希望卡帕克可以在身邊學習直到自己死去，但卡帕克對創造者的紅衣主教死去後自己是否會消失感到不安，因此逼迫紅衣主教在自殺與失去接班人之間做選擇；最後紅衣主教為了確保有接班人而跳樓，在紅衣主教死亡的瞬間，除了卡帕克之外的愛猶瑪卡全都消失。而後卡帕克成為殘忍、暴虐、冷酷的紅衣主教，永遠地掌控「城市」。

## 人物介紹
- 卡帕克·雷米　一位愛猶瑪卡。年約二十七歲，野心勃勃的黑幫分子，原本跟著舅舅學習幫派的各種技巧，舅舅被殺後為紅衣主教工作，最後逼迫紅衣主教自殺，成為下一任紅衣主教。永生不死，被殺後會在開往「城市」的火車上重生，並恢復年輕的樣子；即使沒有意外死亡也會在四十歲左右停止老化。
- 紅衣主教　本名費迪南·多拉克，是「城市」的權力核心，行事隨心所欲、手段殘忍狠毒。擁有印加僧侶維拉克賜予的力量，能夠使死人的鬼魂重生，稱為愛猶瑪卡，可事先設定各種特性，並控制其生死，但數量有限制。
- 艾瑪·司徒瓦　一位愛猶瑪卡。卡夫朗餐館老闆的女兒，紅衣主教設定她為卡帕克的愛人。偷偷調查紅衣主教，因此知曉部分愛猶瑪卡的祕密。最後因卡帕克逼迫紅衣主教自殺而消失。
- 波卡·瓦米　一位愛猶瑪卡。行蹤神秘的殺手，身高約一八零公分的黑人，頭頂全禿，臉頰兩側各有一毒蛇刺青，延伸到下顎，在唇下會合。唯一具有生育能力，且可以離開「城市」的的愛猶瑪卡。
- 福特·塔索　五十幾歲，塊頭高大、頭髮濃密、表情冷硬，有雙毫無生氣的眼眸。是紅衣主教的左右手，但不太具有領導能力。
- 康琪塔·庫貝奇克　一位愛猶瑪卡。紅衣主教的妻子，因為當初設定愛猶瑪卡的瑕疵，容貌永遠不老，甚至看起來越來越年輕，但身體依據年齡老化，因此雖然已經五十八歲卻擁有十四歲的臉孔。
- 蕾奧諾拉·香卡　一位愛猶瑪卡。香卡餐廳的所有人，是第一個誕生的愛猶瑪卡，指導培育紅衣主教，使他除了暴力之外也擁有了知識。
- 亞德里恩·埃恩　一位愛猶瑪卡。卡帕克的摯友兼司機。

## 用語
- 城市：故事發生的舞台，由紅衣主教支配掌控。「城市」以綠霧聞名，綠霧瀰漫時能見度低，影響人們的日常生活。
- 愛猶瑪卡：這個詞源自於印加語，意思是亡者的行列，也是印加曆法中11月的名字。紅衣主教擁有印加僧侶賜予的力量，在即將入睡時可以傳喚鬼魂，選擇想要的臉孔後設定各種特性，之後印加僧侶將紅衣主教手指的血塗在有著鬼魂臉孔的木偶上，即可使鬼魂重生，紅衣主教將這些重生的鬼魂稱為愛猶瑪卡。基本上愛猶瑪卡離開「城市」後只能存活一個星期，波卡·瓦米則是唯一的例外。每創造一位愛猶瑪卡，紅衣主教的左手小指就會彎曲，因此創造太多的話會疼痛，愛猶瑪卡也會失去控制。若想要消除愛猶瑪卡，紅衣主教會用別針刺穿木偶的心臟，然後綠霧會瀰漫「城市」，使人們忘記愛猶瑪卡的存在。
- 黨中央：「城市」裡紅衣主教的三大權力象徵。紅衣主教的工作場所，約二十三層樓。
- 香卡：「城市」裡紅衣主教的三大權力象徵。為蕾奧諾拉·香卡所有，以玻璃、大理石、鋼鐵打造而成，是「城市」中最入時的餐廳，只有紅衣主教手下的人可以在此用餐。
- 天窗：「城市」裡紅衣主教的三大權力象徵。金屬和玻璃組成的巨大方形建築，是「城市」中最頂級的飯店。
- 教軍：紅衣主教的私人軍隊，人數達五百人以上。
- 維拉克：印加僧侶自稱維拉克，他們是盲人，穿著寬鬆的白袍，能召喚綠霧消除人們對愛猶瑪卡的記憶。